# منتخب إسبانيا لاتحاد الرغبي
منتخب إسبانيا الوطني لاتحاد الرغبي (بالإسبانية: Selección de rugby de España)‏ هو ممثل إسبانيا الرسمي في المنافسات الدولية في اتحاد الرغبي . تأسس في 20 مايو 1929.

## وصلات خارجية
- الموقع الرسمي